# Tomáš Vaclík
Tomáš Vaclík (* 29. března 1989 Ostrava) je český profesionální fotbalový brankář, který naposledy hrál za portugalský klub Boavista FC.Od 1.7.2025 je bez angažmá.
Byl brankářskou jedničkou v české fotbalové reprezentaci do 21 let, kterou reprezentoval na Mistrovství Evropy ve fotbale do 21 let v roce 2011. V roce 2012 se dostal do A-mužstva české reprezentace.

## Klubová kariéra
Svoji fotbalovou kariéru začal ve Vítkovicích, kde prošel všemi mládežnickými kategoriemi mužstva.

### FC Vítkovice
Před sezonou 2007/08 se propracoval do prvního týmu, kde působil tři roky. Během svého angažmá odehrál za klub celkem 21 ligových střetnutí.

### FK Viktoria Žižkov
V létě 2010 přestoupil do Viktorie Žižkov. Ačkoli v klubem nechytal ani první ligu, po Mistrovství Evropy do 21 let 2011 v Dánsku měl přestoupit do nizozemského klubu De Graafschap. Protože však neprošel lékařskou prohlídkou, k přestupu a podepsání tříletého kontraktu nedošlo. 31. července 2011 tak debutoval v první lize proti domácímu Hradci Králové (prohra 0:1).
Viktorii Žižkov pomohl s postupem do nejvyšší soutěže. Hrál ve 24 zápasech (z 29) a trenér Martin Pulpit si ho nemohl vynachválit. V derby s Bohemians (v roce 2011) přiznal teč míče, díky čemuž soupeř rozehrával rohový kop. Za toto gesto obdržel čestný diplom od Českého klubu fair play. Stejně se zachoval již v dresu Sparty Praha v srpnu 2013 v utkání proti 1. FK Příbram, za stavu 1:0 pro Spartu upozornil rozhodčího, ačkoli měl obavy z výčitek spoluhráčů v případě inkasovaného gólu.

### AC Sparta Praha
V lednu 2012 přestoupil do Sparty Praha, která hledala náhradu za Jaromíra Blažka, kterému nenabídla prodloužení smlouvy.
V sezóně Gambrinus ligy 2012/13 uhájil v domácím ligovém duelu v podzimním 15. kole 17. listopadu 2012 proti Teplicím čisté konto, v 84. minutě zařídil výhru Sparty 1:0 dorážkou odraženého míče Bekim Balaj. V lize skončila Sparta na konečném druhém místě za Viktorií Plzeň.
V základní skupině I Evropské ligy 2012/13 byla Sparta Praha přilosována k týmům Olympique Lyon (Francie), Hapoel Ironi Kirjat Šmona (Izrael) a Athletic Bilbao (Španělsko). V prvním utkání Sparty 20. září 2012 chytal proti domácímu Lyonu, pražský klub podlehl soupeři 1:2. 4. října nastoupil se spoluhráči proti finalistovi Evropské ligy předešlého ročníku Athleticu Bilbao, Sparta zvítězila 3:1 a připsala si první 3 body do tabulky. 25. října 2012 čelil v zápase s izraelským týmem Ironi Kirjat Šmona zejména v druhém poločasu protiútokům soupeře, kterým až na jeden inkasovaný gól dokázal zabránit. Sparta Praha si připsala další tři body za výhru 3:1, s 6 body si upevnila druhé místo v tabulce základní skupiny za Lyonem. 8. listopadu v odvetě s Ironi Kirjat Šmonou v Izraeli dostal po chybě Mario Holka a následné ztrátě míče již ve 3. minutě gól mezi nohy od Darka Tasevskiho. Poté už gól neinkasoval a Sparta remizovala 1:1. 22. listopadu nastoupil do domácího zápasu s Lyonem, který skončil remízou 1:1. Tento výsledek posunul Spartu Praha již před posledními zápasy základní skupiny do jarní vyřazovací části Evropské ligy z druhého místa (první místo si zároveň zajistil Lyon). Poslední zápas základní skupiny I proti Bilbau 6. prosince 2012 neabsolvoval, nastoupil místo něj Marek Čech. Díky remíze 0:0 pražský celek získal ve skupině celkem 9 bodů. Do jarního šestnáctifinále byl Spartě přilosován anglický velkoklub Chelsea FC, Tomáš Vaclík inkasoval ve druhém poločase jeden gól od mladého brazilského fotbalisty Oscara, pražský klub podlehl doma soupeři 0:1. O týden později v odvetě na Stamford Bridge dlouho držel naděje Sparty na prodloužení, dostal gól z kopačky Edena Hazarda až ve druhé minutě nastavení, tato branka znamenala konečný stav 1:1 a konec působení v Evropské lize.
V sezóně 2013/14 slavil se Spartou Praha zisk ligového titulu již ve 27. kole 4. května 2014. Byl v týmu jistou brankářskou jedničkou, i díky jeho výkonům prohrála Sparta poprvé v ligovém ročníku až 3. května 2014 (ve stejném kole, kdy slavila titul). 17. května 2014 získal se Spartou double po výhře 8:7 v penaltovém rozstřelu ve finále Poháru České pošty proti Viktorii Plzeň.

### FC Basel 1893
Na konci veleúspěšné sezony 2013/14 se dohodl na angažmá s švýcarským top klubem FC Basel 1893 (neboli FC Basilej), kde již působil jeho krajan Marek Suchý. Ve švýcarské první lize debutoval 19. července 2014, vychytal výhru 2:1 proti FC Aarau a navíc si mohl připsat asistenci na gól, ale jeho spoluhráč při stoprocentní šanci selhal. První čisté konto vychytal ve druhém ligovém zápase 27. července proti FC Luzern (výhra 3:0). S Basilejí hrál v Lize mistrů UEFA 2014/15, debutoval v ní 16. září 2014 v utkání proti španělskému topklubu Real Madrid. Vzhledem k ofenzivnímu stylu svého týmu (hra na 3 obránce) celkem pětkrát inkasoval a to ještě několik vyložených šancí Realu kryl. První čisté konto v LM vychytal v dalším utkání 1. října proti anglickému Liverpool FC (výhra 1:0). S týmem se probojoval do osmifinále LM právě na úkor Liverpoolu. Server goal.com ho zařadil do ideální jedenáctky základních skupin LM. V sezóně 2014/15 získal s Basilejí ligový titul. V sezónách 2015/16 a 2016/17 s týmem ligový titul obhájil.

### Sevilla FC

#### Sezóna 2018/19
Začátkem července 2018 přestoupil Vaclík do španělské Sevilly. Za Sevillu debutoval 21. července v přátelském utkání proti portugalské Benfice. Dne 12. srpna dostal Vaclík šanci chytat ve španělském superpoháru proti Barceloně. Vaclík chytil 7 střel, na výhru to ale nestačilo, Sevilla prohrála 1:2. V La Lize debutoval 19. srpna na hřišti Vallecana a vychytal výhru 4:1. Ve 4. předkole Evropské ligy si Vaclík zahrál proti Sigmě Olomouc. Sevilla ve dvojzápase uspěla a postoupila do základní skupiny. Dne 26. září si Vaclík připsal druhé čisté konto ve španělské lize, když vychytal hvězdný Real Madrid. Vaclíkovi se dařilo i dále, Sevilla dokonce chvíli vedla tabulku španělské ligy. V listopadu 2018 ve třech ligových kolech Vaclík inkasoval pouze jednou a svými výkony pomohl Seville k 7 bodům. Za své výkony byl Tomáš Vaclík vyhlášen nejlepším hráčem celé španělské ligy za měsíc listopad. Vaclík Seville vychytal postup ze základní skupiny Evropské ligy pomohl k výhře 3:0 nad Krasnodarem. V šestnáctifinále narazila Sevilla na Lazio Řím. Vaclík vychytal dvě čistá konta (2:0, 1:0) a pomohl k postupu. V osmifinále Sevilla narazila na pražskou Slavii. Vaclík se na konci prvního poločasu zranil, když se snažil dosáhnout na vyrovnávací gól Alexe Krále (gól na 2:2) a musel střídat. Vaclíkovo zranění nebylo vážné, nastoupil dokonce i do odvetného utkání na Edenu. To ale Sevilla prohrála 3:4 po prodloužení a se Slavií tak senzačně vypadla.

#### Sezóna 2019/20
V sezóně 2019/20 se Vaclíkova Sevilla stala mistrem Evropské ligy; ve finále porazila italský Inter Milán 3:2.

#### Sezóna 2020/21
Dne 23. května 2021 odchytal poslední zápas za Sevillu. V ligovém zápase proti Deportivu Alavés udržel čisté konto a pomohl k výhře 1:0.

### Olympiakos Pireus
V létě 2021 se stal Vaclík volným hráčem, poté, co mu vypršela smlouva ve španělské Seville. Dne 13. července se stal hráčem řeckého klubu Olympiakos Pireus. V klubu nahradil odcházející brankářskou jedničku Josého Sá, který odešel do anglického Wolverhamptonu. Vaclík podepsal smlouvu na dva roky s opcí na další sezonu.
Ve své první sezóně s klubem vyhrál domácí ligovou soutěž; v sezóně vynechal jediné ligové utkání a k titulu pomohl 13 ligovými čistými konty.

### Huddersfield Town AFC
Dne 31. ledna 2023 Vaclík podepsal smlouvu do konce sezóny 2022/23 s anglickým klubem Huddersfield Town AFC, který byl v EFL Championship na sestupových příčkách. Ve druhé anglické lize odchytal 13 utkání a pomohl "Teriérům" k 18. místu v tabulce Championship a záchraně. Závěrečné tři zápasy sezony ostravský rodák strávil na lavičce náhradníků. Po sezóně v klubu skončil a stal se volným hráčem.

### New England Revolution
Dne 27. srpna 2023 odešel do amerického klubu New England Revolution hrající MLS, kde podepsal roční smlouvu s možností prodloužení o další rok. V lednu 2024 se dohodl na předčasném ukončení smlouvy s týmem a po půl roce se stal znovu volným hráčem. Ve Spojených státech neodchytal ani jeden zápas.

## Reprezentační kariéra

### Mládežnické reprezentace
Tomáš Vaclík prošel některými mládežnickými reprezentacemi České republiky od kategorie do 16 let. Hrál mj. na Mistrovství světa hráčů do 20 let 2009 v Egyptě, kde ČR vypadla v osmifinále s Maďarskem na penalty 3:4 (po prodloužení byl stav 2:2).

#### Mistrovství Evropy hráčů do 21 let 2011
V těžké základní skupině B Mistrovství Evropy hráčů do 21 let v roce 2011 konaném v Dánsku se česká reprezentace střetla postupně s celky Ukrajiny (výhra 2:1), Španělska (prohra 0:2) a Anglie (výhra 2:1), do semifinále postupovaly první dva týmy ze skupin. Tomáš Vaclík nastoupil v základní sestavě ve všech zápasech a odehrál kompletní počet minut.
Semifinále 22. června proti Švýcarsku ČR prohrála po prodloužení 0:1 a stejným výsledkem (avšak v normální hrací době) podlehla 25. června v souboji o 3. místo (a o účast na Letních olympijských hrách v Londýně) Bělorusku. Vaclík opět odchytal obě kompletní utkání.

### A-mužstvo
14. listopadu 2012 debutoval v A-mužstvu pod trenérem Michalem Bílkem v přátelském utkání proti Slovensku konaném v Olomouci. V zápase neměl příliš mnoho zákroků, ale spoluhráči jej zapojovali do hry a Vaclík musel často rozehrávat. Český národní tým vyhrál nad Slovenskem 3:0. Další příležitost mu dal trenér Pavel Vrba 22. května 2014 v přátelském utkání proti domácímu Finsku (remíza 2:2).

#### EURO 2016
Trenér Pavel Vrba jej zařadil do závěrečné 23členné nominace na EURO 2016 ve Francii. Český tým v základní skupině D obsadil se ziskem jediného bodu poslední čtvrté místo, Vaclík byl na šampionátu náhradním brankářem za Petrem Čechem a neodchytal zde žádné utkání.

#### EURO 2021
V květnu 2021 bylo oznámeno, že je součástí nominace na nadcházející EURO, ve 32 letech byl nejstarším z českých hráčů v nominaci. Šlo také o jednoho ze čtyř hráčů s předchozí účastí na evropském šampionátu. Po zápase se Skotskem k nim přibyl ještě dodatečně nominovaný náhradní brankář Tomáš Koubek. O brankářské jedničce se rozhodovalo mezi Vaclíkem a Jiřím Pavlenkou, po Pavlenkově zranění, kdy ho nahradil právě Koubek, bránu natrvalo obsadil Vaclík.

### Reprezentační zápasy
| Rok    | Zápasy | Góly |
| ------ | ------ | ---- |
| 2009   | 6      | 0    |
| 2010   | 5      | 0    |
| 2011   | 6      | 0    |
| Celkem | 17     | 0    |

| 2012               | 1  | 0 |
| 2013               | 0  | 0 |
| 2014               | 1  | 0 |
| 2015               | 3  | 0 |
| 2016               | 6  | 0 |
| 2017               | 7  | 0 |
| 2018               | 5  | 0 |
| 2019               | 6  | 0 |
| 2020               | 5  | 0 |
| 2021               | 8  | 0 |
| Celkem             | 42 | 0 |
| Platí k 4. 7. 2021 |    |   |